# Запевалов, Владимир Николаевич
Владимир Николаевич Запевалов (10 апреля 1956, деревня Ченцово, Некоузский район, Ярославская область — 14 октября 2008, Санкт-Петербург) — литературовед, старший научный сотрудник Отдела новейшей русской литературы ИРЛИ (Пушкинский Дом) РАН, член Союза писателей России.

## Биография
Родился 10 апреля 1956 года в деревне Ченцово Некоузского района, из семьи казаков. В 1982 году окончил факультет русского языка и литературы ЛГПИ им. А. И. Герцена, в 1987 году — аспирантуру ИРЛИ, в 1991 году защитил кандидатскую диссертацию на тему: «„Донские рассказы“ М. А. Шолохова. Генезис. Проблематика. Поэтика». Работал в Пушкинском доме с 5 апреля 1988 года, был старшим научным сотрудником.
Владимир Николаевич Запевалов в 1990-е — начало 2000 — был одним из ведущих шолоховедов. Он написал большое количество статей, заметок, рецензий, посвящённые жизни и творчеству М. А. Шолохова — «Неизвестная биография М. А. Шолохова» (журнал «Русская литература». 1986. № 4. С. 196—197); «О судьбе шолоховского архива» (журнал «Русская литература». 1990. № 1. С. 232—235); «Взрываемая судьба „Тихого Дона“: рукопись романа XX века водворена в госхранилище» («Чудеса и Приключения». 2000. № 5. С. 7—10) и другие. В вопросе об авторстве «Тихого Дона» в своих работах выступал защитником Михаила Шолохова, участвовал в подготовке Полного собрания сочинений М. А. Шолохова.
Владимир Николаевич изучал творчество «донских» литераторов: Н. Н. Туроверов, П. Н. Краснов, Ф. Д. Крюков, Р. П. Кумов, писал статьи о прозаиках XX века — А. П. Платонов, М. М. Зощенко. Запевалов регулярно публиковал свои труды в журнале «Русская литература», печатался в центральных и петербургских периодических изданиях, выступал на петербургском радио. Являлся членом Союза писателей России.
Владимир Николаевич Запевалов является автором статей в литературных словарях: «Русские писатели XIX века: Биобиблиографический словарь» (М., 1989), «Русские писатели. XX век: Биобиблиографический словарь» в двух частях (М., 1998), «Русские писатели. 1800—1917: Биографический словарь» (М., 1999. Т. 4), «Русская литература XX века. Прозаики, поэты, драматурги: Биобиблиографический словарь» в трёх томах (М., 2005).
Скончался 14 октября 2008 года в Санкт-Петербурге.